# 第1潜水隊群
第1潜水隊群（だいいちせんすいたいぐん、英称：Submarine Flotilla 1 ）とは、潜水艦隊隷下の潜水艦部隊（潜水隊群）の一つであり、広島県呉市呉基地に配備されている。群司令は1等海佐（一）であり、首席幕僚（2等海佐）が補佐する。

## 沿革
- 1962年（昭和37年）8月1日：（呉地方隊隷下に第1潜水隊が新編。）[2]
- 1963年（昭和38年）3月31日：（第1潜水隊、自衛艦隊隷下に編成替え。）
- 1965年（昭和40年）2月1日：自衛艦隊隷下に「第1潜水隊群」（司令部、護衛艦「かや」、潜水艦救難艦「ちはや」、第1潜水隊、第2潜水隊）が新編[3]。
- 1967年（昭和42年）10月1日：呉潜水艦基地隊を新編。
- 1968年（昭和43年）3月16日：第3潜水隊及び横須賀潜水艦基地隊を新編。
- 1969年（昭和44年）10月1日：潜水艦教育訓練隊を新編。
- 1972年（昭和47年）2月2日：第4潜水隊を新編。
- 1973年（昭和48年）
  - 9月28日：第5潜水隊を新編。
  - 10月16日：第2潜水隊群新編に伴い、第3潜水隊、第4潜水隊、横須賀潜水艦基地隊を第2潜水隊群隷下に編成替え。
- 1978年（昭和53年）3月7日：第6潜水隊を新編。
- 1979年（昭和54年）3月23日：第1潜水隊が廃止。
- 1981年（昭和56年）
  - 2月10日：上位組織として「潜水艦隊」が新編。潜水艦教育訓練隊が潜水艦隊直轄に編成替え。
  - 3月5日：第1潜水隊を新編。
- 1985年（昭和60年）3月27日：第2潜水隊を第2潜水隊群隷下に編成替え。「ちはや」が除籍、潜水艦救難艦「ふしみ」が第2潜水隊群から編入。
- 1997年（平成9年）3月12日：第6潜水隊が隊番号交換により第3潜水隊に改称。
- 2000年（平成12年）
  - 3月23日：潜水艦救難艦「ちはや」が就役し、第1潜水隊群に編入。
  - 3月24日：「ふしみ」が除籍。

## 司令部編成
司令部は、呉基地に設置されている。
- 潜水隊群司令
  - 首席幕僚
  - 幕僚
  - 先任伍長

また、自衛艦隊#司令部の編成を参照。

## 部隊編成

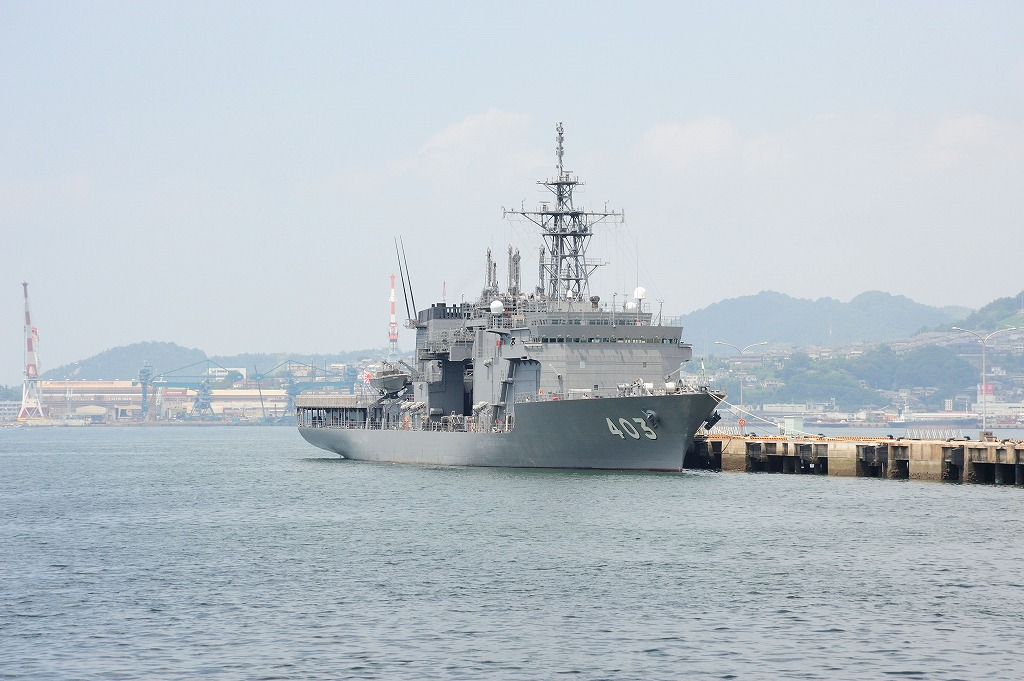
呉港に停泊中のちはや

※ 令和7年3月14日時点
- 直轄艦
  - ASR-403「ちはや」

- 第1潜水隊
  - SS-507「じんりゅう」
  - SS-510「しょうりゅう」
  - SS-514「はくげい」
  - SS-516「らいげい」

- 第3潜水隊
  - SS-504「けんりゅう」
  - SS-511「おうりゅう」
  - SS-596「くろしお」
  - SS-600「もちしお」

- 第5潜水隊
  - SS-501「そうりゅう」
  - SS-502「うんりゅう」
  - SS-503「はくりゅう」
  - SS-508「せきりゅう」

- 呉潜水艦基地隊

## 主要幹部
| 官職名             | 階級          | 氏名     | 補職発令日     | 前職 |
| ------------------ | ------------- | -------- | -------------- | --- |
| 第1潜水隊群司令    | 1等海佐（一） | 新妻嗣礼 | 2024年04月05日 | 潜水艦隊司令部訓練主任幕僚                                                                                         |
| 首席幕僚           | 1等海佐（三） | 神田隆行 | 2025年08月04日 | 統合幕僚監部防衛計画部防衛課付 兼 防衛政策局調査課勤務 兼 防衛政策局防衛政策課勤務 →2025.8.1 第1潜水隊群司令部勤務 |
| 第1潜水隊司令      | 1等海佐（ニ） | 花田耕一 | 2024年08月19日 | 統合幕僚監部総務部総務課総務班長                                                                                   |
| 第3潜水隊司令      | 1等海佐（ニ） | 野村親永 | 2024年07月29日 | 艦隊情報群司令部情報統括室長                                                                                       |
| 第5潜水隊司令      | 1等海佐（ニ） | 坂井博之 | 2025年08月04日 | 呉地方総監部防衛部第3幕僚室長 兼 第5幕僚室長                                                                       |
| 呉潜水艦基地隊司令 | 2等海佐       | 藤本孝   | 2025年07月01日 | 自衛艦隊司令部幕僚 兼 潜水艦隊司令部勤務                                                                           |

| 代 | 氏名       | 在職期間                      | 出身校・期           | 前職                          | 後職                                                     | 備考                     |
| -- | ---------- | ----------------------------- | -------------------- | ----------------------------- | -------------------------------------------------------- | ------------------------ |
| 01 | 筑土龍男   | 1965年2月1日 1966年8月15日    | 海兵63期             | 自衛艦隊司令部付              | 統合幕僚会議事務局第4幕僚室長                            | 1965年7月1日 海将補昇任  |
| 02 | 荒木浅吉   | 1966年8月16日 1968年3月31日   | 海兵64期             | 海上幕僚監部防衛部            | 海上幕僚監部防衛部付 →1968年12月31日 退職                | 海将補                   |
| 03 | 中村悌次   | 1968年4月1日 1968年12月15日   | 海兵67期             | 海上幕僚監部防衛部教育第1課長 | 海上幕僚監部防衛部副部長                                 | 海将補                   |
| 04 | 今井賢二   | 1968年12月16日 1970年6月15日  | 海兵67期             | 第2潜水隊司令                 | 第1護衛隊群司令                                          | 海将補                   |
| 05 | 今西三郎   | 1970年6月16日 1972年6月15日   | 海兵67期             | 防衛研修所所員 兼 主任所員    | 海上自衛隊幹部学校副校長                                 | 1970年7月1日 海将補昇任  |
| 06 | 大賀良平   | 1972年6月16日 1973年11月15日  | 海兵71期             | 海上幕僚監部総務部人事課長    | 海上幕僚監部防衛部付 →1973年12月1日 海上幕僚監部防衛部長 | 海将補                   |
| 07 | 藤井伸之   | 1973年11月16日 1975年6月30日  | 海兵72期             | 海上自衛隊幹部学校教育部長    | 自衛艦隊司令部付                                         | 1973年12月1日 海将補昇任 |
| 08 | 穂積釮彦   | 1975年7月1日 1976年12月15日   | 海兵74期             | 海上幕僚監部防衛部防衛課長    | 海上幕僚監部付 →1977年7月1日 海上幕僚監部防衛部長        | 海将補                   |
| 09 | 内野政春   | 1976年12月16日 1977年12月4日  | 海兵73期             | 自衛艦隊司令部幕僚            | 第2潜水隊群司令                                          | 海将補                   |
| 10 | 安陪祐三   | 1977年12月5日 1979年1月31日   | 海兵75期             | 呉地方総監部幕僚長            | 海上幕僚監部調査部長                                     | 海将補                   |
| 11 | 長田博     | 1979年2月1日 1980年6月30日    | 海兵76期             | 海上幕僚監部防衛部防衛課長    | 海上幕僚監部防衛部長                                     | 海将補                   |
| 12 | 布寺達矢   | 1980年7月1日 1981年2月9日     | 海兵76期・ 5期幹候   | 潜水艦教育訓練隊司令          | 潜水艦隊司令部幕僚長                                     |                          |
| 13 | 山崎健一郎 | 1981年2月10日 1981年12月1日   | 高知大・ 3期幹候     | 横須賀地方総監部管理部長      | 呉地方総監部監察官                                       |                          |
| 14 | 合田 剛    | 1981年12月2日 1983年2月15日   | 水産講習所・ 6期幹候 | 呉地方総監部防衛部長          | 潜水艦隊司令部幕僚長                                     |                          |
| 15 | 新町武雄   | 1983年2月16日 1984年11月8日   | 鹿児島大・ 8期幹候   | 呉地方総監部防衛部長          | 呉地方総監部付 →1985年3月1日 潜水艦隊司令部幕僚長        |                          |
| 16 | 海野明弘   | 1984年11月9日 1987年7月6日    | 海保大3期・ 8期幹候  | 海上自衛隊第1術科学校教務部長 | 海上自衛隊第1術科学校副校長                              |                          |
| 17 | 伊藤和賢   | 1987年7月7日 1989年7月31日    | 防大3期              | 海上自衛隊幹部学校主任教官    | 海洋業務群司令                                           |                          |
| 18 | 笹岡信夫   | 1989年8月1日 1992年8月2日     | 防大4期              | 潜水艦教育訓練隊司令          | 退職（海将補昇任）                                       |                          |
| 19 | 猪塚 堯    | 1992年8月3日 1994年7月31日    | 防大6期              | 統合幕僚学校教育課長          | 退職（海将補昇任）                                       |                          |
| 20 | 三部 功    | 1994年8月1日 1996年12月1日    | 防大8期              | 統合幕僚学校教育課長          | 退職（海将補昇任）                                       |                          |
| 21 | 小久保朝雄 | 1996年12月2日 1998年3月31日   | 防大9期              | 呉警備隊司令                  | 退職（海将補昇任）                                       |                          |
| 22 | 藤田泰夫   | 1998年4月1日 1999年8月1日     | 防大12期             | 海上自衛隊幹部候補生学校勤務  | 中央通信隊群司令                                         |                          |
| 23 | 德丸 輝    | 1999年8月2日 2000年12月7日    | 防大13期             | 大湊地方総監部防衛部長        | 沖縄基地隊司令                                           |                          |
| 24 | 小林正男   | 2000年12月8日 2002年7月31日   | 防大17期             | 潜水艦隊司令部作戦幕僚        | 情報本部情報官                                           |                          |
| 25 | 永田美喜夫 | 2002年8月1日 2004年8月29日    | 防大20期             | 海上幕僚監部監理部総務課長    | 護衛艦隊司令部幕僚長                                     |                          |
| 26 | 鈴木正幸   | 2004年8月30日 2006年9月19日   | 防大18期             | 潜水艦隊司令部作戦幕僚        | 横須賀教育隊司令                                         |                          |
| 27 | 廣江 清    | 2006年9月20日 2008年12月18日  | 防大19期             | 海上自衛隊幹部学校主任教官    | 退職（海将補昇任）                                       |                          |
| 28 | 西川高司   | 2008年12月19日 2010年12月19日 | 防大21期             | 潜水艦教育訓練隊司令          | 退職（海将補昇任）                                       |                          |
| 29 | 寺山勝幸   | 2010年12月20日 2013年3月31日  | 早大・ 33期幹候      | 呉警備隊司令                  | 横須賀教育隊司令                                         |                          |
| 30 | 吉岡俊一   | 2013年4月1日 2014年7月31日    | 防大25期             | 潜水艦隊司令部訓練主任幕僚    | 退職（海将補昇任）                                       |                          |
| 31 | 小坂明彦   | 2014年8月1日 2016年7月31日    | 防大27期             | 潜水艦隊司令部訓練主任幕僚    | 退職（海将補昇任）                                       |                          |
| 32 | 笹本敏成   | 2016年8月1日 2018年7月31日    | 広島工大・ 36期幹候  | 潜水艦隊司令部訓練主任幕僚    | 退職（海将補昇任）                                       |                          |
| 33 | 佐藤広憲   | 2018年8月1日 2020年7月30日    | 防大32期             | 潜水艦教育訓練隊司令          | 阪神基地隊司令                                           |                          |
| 34 | 柴田 篤    | 2020年7月31日 2022年10月2日   |                      | 対潜評価隊司令                | 退職（海将補昇任）                                       |                          |
| 35 | 植田康照   | 2022年10月3日 2024年4月4日    | 防大34期             | 呉地方総監部管理部長          | 退職                                                     |                          |
| 36 | 新妻嗣礼   | 2024年4月5日                  | 防大37期             | 潜水艦隊司令部訓練主任幕僚    |                                                          |                          |